# 小豆餅駅
小豆餅駅（あずきもちえき）は、静岡県浜松市萩町（開業時は旧・浜名郡曳馬町一本杉、現・浜松市中央区小豆餅一丁目）にあった遠州鉄道奥山線の駅（廃駅）である。奥山線の廃線に伴い1964年（昭和39年）11月1日に廃駅となった。

## 歴史

### 年表
- 1914年（大正3年）11月30日：浜松軽便鉄道元城駅 - 金指駅間開通に伴い開業[2][3][4]。
- 1915年（大正4年）4月24日：鉄道会社名を浜松鉄道に改称。それに伴い同鉄道の駅となる[2][4]。
- 1926年（大正15年）10月22日：飛行連隊前駅に改称[5]。
- 1940年（昭和15年）9月：小豆餅駅に改称[4]。
- 1947年（昭和22年）5月1日：浜松鉄道が遠州鉄道と合併。それに伴い遠州鉄道奥山線の駅となる[2][4]。
- 1950年（昭和25年）頃：電化に伴い変電所を新設[6]。
- 時期不詳：交換設備運用廃止[6]。無人化[7]。
- 1964年（昭和39年）11月1日：奥山線の廃線に伴い廃止となる[2][3][4]。

### 駅名の由来
当駅の所在する地名より。地名は、三方ヶ原の戦いの際、徳川家康が当地附近の茶屋で小豆餅を食べた、という故事（史実ではなく後世の創作である可能性が高いとみられている）に由来する。

## 駅構造
廃止時点で、単式ホーム1面1線を有する地上駅であった。ホームは線路の西側（奥山方面に向かって左手側）に存在した。かつては相対式ホーム2面2線を有する列車交換可能な交換駅であった。使われなくなった対向ホーム側の1線は、交換設備運用廃止後も奥山方の転轍機は維持された行き止りの側線として残っていた。転轍機は本線からの方開き分岐であった。
無人駅となっていたが、有人駅時代の駅舎が残っていた。駅舎は構内の西側に位置し、ホームに接していた。荷物の小口扱いは廃止時まで行われていた。
側線には無蓋貨車が3輌留置され、これらは奥山線廃止後にレール撤去用のトロッコとして使用された。またホーム上には物置として、下回りが外された、旧・佐世保鉄道からの移籍車と思われる有蓋貨車の廃車体が設置されていた。
駅の南側には200kWの変電所が設置されていた。
1940年（昭和15年）頃は、軍の飛行場建設工事に使用する、天竜川からの砂利の搬入駅であった。

## 駅周辺
- 国道257号[8]（姫街道(本坂通)）
- 航空自衛隊浜松基地 - 戦前は中部97部隊浜松飛行隊7連隊[6]。

## 駅跡
1997年（平成9年）時点では、遠州鉄道経営のアパートとなっていた。奥山線の痕跡は全く無くなっていた。2007年（平成19年）8月時点でも同様であった。2010年（平成22年）時点ではアパートがマンションに建て替えられていた。
また、1997年（平成9年）時点では、銭取駅跡附近から都田口駅跡附近まで、当駅跡附近を含む線路跡は拡幅され、自動車も通れる大きな市道に転用され、痕跡は無くなっていた。2007年（平成19年）8月時点、2010年（平成22年）時点でも同様であった。

## 隣の駅
遠州鉄道
奥山線
幸町駅 - 小豆餅駅 - 追分駅